# Декс Ригз
Декс Дејвид Ригз (рођен 15. октобра 1973, Евансвил, Индијана) је амерички музичар најбоље познат по својој улози у слаџ метал бенду Есид Бет током 1990-их. Декс је од тада био члан у великом броју других пројеката, као што су Ејџентс оф Обливион и Дедбој енд д Елефантмен. 2007. године, он је почео да објављује материјал под својим именом. Он тренутно пребива у Лафејету, Луизијана.

## Бендови

### Корапшн
Корапшн је био Дексов први треш метал пројекат који је правио обраде песама, иако никада нису наступали уживо.

### Голгота
Голгота је био треш/слаџ метал пројекат од којег ће касније настати Есид Бет. Бенд је објавио један демо албум Wet Dreams of the Insane (1991), пре него што су променили име. У том бенду, Декс Ригз је био вокалиста, Мајк Санчез и Џери "Бун" Бусинели су били гитаристи, Џими Кајл је био бубњар, а Чед Пирс је био басиста.

### Есид Бет
Есид Бет је био семинални слаџ метал бенд из јужне Луизијане. Група је користила чудну комбинацију слаџ метала, блуза, дум метала, хардкор панка и психоделије. Декс Ригзови вокали су варирали од ниских и грубих вокала, све до завијања сличних Рој Орбисоновим. На њиховом другом студијском албуму, Paegan Terrorism Tactics, бенд се захваљује духу Роја Орбисона (као и Дејвиду Боуију) за његов утицај на њихов звук. Бенд је такође постао запамћен по Дексовим маштовитим и специфичним текстовима који су често били засновани на темама смрти и коришћења дроге.

### Дејзихед енд д Мункрикетс
Дејзихед енд д Мункрикетс је био Декс Ригзов пројекат који је постојао између 1995. и 1997. године, али никада није био успешан. Познато је да су имали барем два албума: Skeletal Circus Derails, албум из 1995. који се састојао од пет песама, и самоимени албум из 1997. године који се састојао из 14 песама, од којих је већина била одсечена пред свој крај.
Они такође приказују један детаљ Ригзове каријере када се он борио за живот након распада Есид Бета због смрти басисте Одија Питреа у саобраћајној несрећи.
Пред крај постојања бенда, Ригз је покушавао да створи мелодичнији звук, који ће се тек материјалзовати у његовим предстојећим пројектима Ејџентс оф Обливион и Дедбој енд д Елефантмен.

### Ејџентс оф Обливион
Ејџентс оф Обливион је био први Дексов пост-Есид Бет пројекат који је издавао званичан материјал. Бенд је настао када је направио демо од 5 песама, а гитариста је био Мајк Санчез - бивши гитариста Есид Бета. Демо је садржао песме као што су "Big Black Backwards", "Ash of the Mind" и друге песме које ће се касније појавити н њиховом самоименом студијском албуму са још две песме: "Riding the Wormhole" и нову верзију песме "The Skeletal Circus Derails". Овај албум, објављен 2000. године, садржи мрачне баладе испреплетане са блузом и хеви металом, али никада нису долазили до тешког звука Есид Бета. Бенд се, накона кратке турнеје која је промовисала њихов албум, распао, а Декс је прешао на друге пројекте.

### Дедбој енд д Елефантмен
Дедбој енд д Елефантмен је био Дексов следећи бенд, који је био активан од 2000. све до 2007. године. Иако је на почетку био само соло пројекат, он је убрзо постао потпун бенд све док на крају нису остала два члана: Декс Ригз као вокалиста и Теси Брунет као бубњар. Бенд је наступао на много турнеја и фестивала са великим бројем других бендова као што су Пичез, Иглз оф Дет Метал, Вулфмадер и други. Након тога, бенд је издао албум преко издавачке куће Fat Possum Records. 

### Ти-Декс енд Хиз Вајт Плестик Соул и Декс Ригз
Дексов соло пројекат настао је под именом Ти-Декс енд Хиз Вајт Плестик Соул. Ригз је одржао пар наступа под тим именом и углавном су наступи били акустични. Након растанка бенда Дедбој енд д Елефантмен крајем 2007. године, Декс је изјавио да ће убудуће музику објављивати под својим именом. Његов први албум, We Sing of Only Blood or Love, је објавила издавачка кућа Fat Possum Records у августу 2007. године. Дексов други албум, Say Goodnight to the World, је објављен 3. августа 2010. године (такође преко Fat Possum Records).

## Дискографија

### Са Есид Бетом
- When the Kite String Pops (1994)
- Paegan Terrorism Tactics (1996)

### Са Ејџентс оф Обливионом
- Agents of Oblivion (album) (2000)

### Са Дедбој енд д Елефантменом
- If This Is Hell, Then I'm Lucky (2002, објављен 2008)
- Song Mechanisms EP (2004)
- We Are the Night Sky (2005)

### Соло
- We Sing of Only Blood or Love (2007)
- Say Goodnight to the World (2010)